# Kyoji Yamamoto
Kyoji Yamamoto (山本 恭司, Yamamoto Kyōji, Matsue, 23 maart 1956) is een Japans muzikant en muziekproducent. Hij is de leider van de hardrock-/heavy-metalbands Bow Wow (vroeger bekend als Vow Wow) en Wild Flag. Hij staat bekend als een van de beste Japanse gitaristen en was een van de eerste hardrockgitaristen die de two-hand tapping techniek gebruikte.

## Carrière
Tijdens zijn tijd aan de Yamaha Muziekschool stelde Kyoji Bow Wow samen. Dit was in 1975. Een jaar later brachten ze hun debuutalbum uit. Het jaar daarop waren ze het openingsnummer voor  Aerosmith en Kiss. In 1984 kreeg de groep er twee nieuwe leden bij. Ze hernoemden zichzelf naar Vow Wow. In 1987 verhuisden ze naar Engeland. In 1990 ging de groep uit elkaar. Kyoji hervormde Bow Wow met nieuwe leden in 1995. De oorspronkelijke bandleden Mitsuhiro Saito en Toshihiro Niimi vervoegden hem opnieuw in 1998: de band werd een trio.
Kyoji begon een solo carrière in 1980 en was te gast bij verscheidene muzikanten. In 1986 werd hij door producent Wilfried F. Rimensberger gevraagd om lid te worden van de band Phenomena.
Kyoji had plannen om op 24 september 2011 zijn eerste soloshow te doen in de Verenigde Staten. Dit samen met drummer Karl Wilcox van Diamond Head. De show werd echter afgelast.
Kyoji is meer dan 25 jaar getrouwd. Zijn zoon Maoki is ook een muzikant.

## Oeuvre

### Solo-discografie

#### Albums
- Horizon (1980)
- Guitar Man (1982)
- Electric Cinema (1982)
- Mind Arc (1998)
- Requiem (1999)
- Time (2005)
- "Time"〜悠久の時を越えて〜 (2006)
- The Life Album (2010)
- Voyager: The Essential Kyoji Yamamoto (2010, US uitgave)
- Philosophy (2014)

#### Compilaties
- Healing Collection 〜The Best Of Kyoji Yamamoto〜 (2008, cd & dvd)

#### Dvd's
- "Time"〜悠久の時を越えて〜 (2006)
- 山本恭司ソロ・コンサート 〜21 July 2007〜」 (2008)
- Free Style Jam (2015)

### Ander werk
- Silver Stars – Ginsei Dan (1979)
- Heavy Metal Army - Heavy Metal Army (1981)
- Yuki Nakajima - The Prophecies (1982)
- Munetaka Higuchi – Destruction ~破壊凱旋録~ (1983)
- Lumina Hayase – 甘い暴力〜 Violence Cat (1983)
- Takanori Jinnai – All Through the Night (1984)
- Mari Hamada – Misty Lady (1984)

### Computerspel
- R: Rock'n Riders – in-game personage, muziek